# Paraseinura musicolus
Paraseinura musicolus är en rundmaskart. Paraseinura musicolus ingår i släktet Paraseinura och familjen Aphelenchidae. Inga underarter finns listade i Catalogue of Life.